# Olympische Sommerspiele 2020/Fußball – Frauen
Diese Seite enthält alle Spiele des olympischen Fußballturniers der Frauen von 2020 in Tokio mit allen statistischen Details.

## Auslosung
Für die Gruppenauslosung wurden die 12 Mannschaften gemäß der am 16. April 2021 veröffentlichten Frauenweltrangliste auf vier Töpfe verteilt. Japan kam als Gastgeber unabhängig von der Ranglistenposition in Topf 1 und war als Gruppenkopf der Gruppe E gesetzt; das Team aus Großbritannien wurde anhand der Position von England eingestuft. In jede Gruppe konnte nur eine Mannschaft einer Konföderation gelost werden. Die Auslosung fand am 21. April 2021 statt.
- Topf 1: Japan, Vereinigte Staaten, Niederlande
- Topf 2: Schweden, Großbritannien, Brasilien
- Topf 3: Kanada, Australien, VR China
- Topf 4: Neuseeland, Chile, Sambia

## Vorrunde

### Gruppe E
| Pl. | Land           | Sp. | S | U | N | Tore    | Diff. | Punkte |
| --- | -------------- | --- | - | - | - | ------- | ----- | ------ |
| 1.  | Großbritannien | 3   | 2 | 1 | 0 | 004:100 | +3    | 07     |
| 2.  | Kanada         | 3   | 1 | 2 | 0 | 004:300 | +1    | 05     |
| 3.  | Japan          | 3   | 1 | 1 | 1 | 002:200 | ±0    | 04     |
| 4.  | Chile          | 3   | 0 | 0 | 3 | 001:500 | −4    | 0      |

#### Großbritannien – Chile 2:0 (1:0)
| Großbritannien                                                       | Großbritannien | Chile | Chile |
| -------------------------------------------------------------------- | --- | --- | ----- |
| Großbritannien                                                       | \| 1. Spieltag \| \| 21. Juli 2021 um 16:30 Uhr (9:30 Uhr MESZ) in Sapporo (Sapporo Dome) \| \| Schiedsrichter: Salima Mukansanga ( Ruanda) 1 \| \| Spielbericht \| | \| 1. Spieltag \| \| 21. Juli 2021 um 16:30 Uhr (9:30 Uhr MESZ) in Sapporo (Sapporo Dome) \| \| Schiedsrichter: Salima Mukansanga ( Ruanda) 1 \| \| Spielbericht \| | Chile |
| Großbritannien                                                       | Ellie Roebuck – Lucy Bronze, Steph Houghton , Millie Bright, Rachel Daly − Keira Walsh (69. Sophie Ingle), Caroline Weir (90. Jill Scott) – Georgia Stanway, Kim Little (90.+2' Ella Toone), Lauren Hemp (68. Nikita Parris) – Ellen White Cheftrainer: Hege Riise ( Norwegen) | Christiane Endler – Nayadet López (81. Rosario Balmaceda), Daniela Pardo, Carla Guerrero, Camila Sáez – Yessenia López (70. Francisca Mardones), Karen Araya, Francisca Lara – Daniela Zamora, María José Urrutia, Yanara Aedo (78. Yenny Acuña) Cheftrainer: José Letelier | Chile |
| Großbritannien                                                       | 1:0 White (18.) 2:0 White (73.) | | Chile |
| Großbritannien                                                       | 100. Länderspiel von Ellen White (95 Spiele für England, 5 Spiele für Team GB) | | Chile |
| 1. Spieltag                                                          | | |       |
| 21. Juli 2021 um 16:30 Uhr (9:30 Uhr MESZ) in Sapporo (Sapporo Dome) | | |       |
| Schiedsrichter: Salima Mukansanga ( Ruanda) 1                        | | |       |
| Spielbericht                                                         | | |       |

#### Japan – Kanada 1:1 (0:1)
| Japan                                                                 | Japan | Kanada | Kanada |
| --------------------------------------------------------------------- | --- | --- | ------ |
| Japan                                                                 | \| 21. Juli 2021 um 19:30 Uhr (12:30 Uhr MESZ) in Sapporo (Sapporo Dome) \| \| Schiedsrichterin: Edina Alves Batista ( Brasilien) 2 \| \| Spielbericht \| | \| 21. Juli 2021 um 19:30 Uhr (12:30 Uhr MESZ) in Sapporo (Sapporo Dome) \| \| Schiedsrichterin: Edina Alves Batista ( Brasilien) 2 \| \| Spielbericht \| | Kanada |
| Japan                                                                 | Sakiko Ikeda – Risa Shimizu, Saki Kumagai , Moeka Minami, Nanami Kitamura – Yuzuho Shokoshi (62. Jun Endō), Narumi Miura, Emi Nakajima (76. Hina Sugita), Yui Hasegawa (89. Yūka Momiki) – Yuika Sugasawa (46. Mina Tanaka), Mana Iwabuchi Cheftrainer: Asako Takakura | Stephanie Labbé (58. Kailen Sheridan) – Allysha Chapman, Kadeisha Buchanan, Shelina Zadorsky, Ashley Lawrence – Quinn (72. Deanne Rose), Desiree Scott, Jessie Fleming – Nichelle Prince (84. Adriana Leon), Christine Sinclair (83. Évelyne Viens), Janine Beckie Cheftrainerin: Beverly Priestman ( Großbritannien) | Kanada |
| Japan                                                                 | 1:1 Iwabuchi (84.) | 0:1 Sinclair (6.) | Kanada |
| Japan                                                                 | Labbé (53.) | | Kanada |
| Japan                                                                 | Labbé hält Foulelfmeter von Tanaka (53.) | 300. Länderspiel von Christine Sinclair | Kanada |
| 21. Juli 2021 um 19:30 Uhr (12:30 Uhr MESZ) in Sapporo (Sapporo Dome) | | |        |
| Schiedsrichterin: Edina Alves Batista ( Brasilien) 2                  | | |        |
| Spielbericht                                                          | | |        |

#### Chile – Kanada 1:2 (0:1)
| Chile                                                                | Chile | Kanada | Kanada |
| -------------------------------------------------------------------- | --- | --- | ------ |
| Chile                                                                | \| 24. Juli 2021 um 16:30 Uhr (9:30 Uhr MESZ) in Sapporo (Sapporo Dome) \| \| Schiedsrichter: Esther Staubli ( Schweiz) 3 \| \| Spielbericht \| | \| 24. Juli 2021 um 16:30 Uhr (9:30 Uhr MESZ) in Sapporo (Sapporo Dome) \| \| Schiedsrichter: Esther Staubli ( Schweiz) 3 \| \| Spielbericht \| | Kanada |
| Chile                                                                | Christiane Endler – Francisca Lara, Camila Sáez, Daniela Pardo (90.+3 Javiera Grez), Carla Guerrero, Rosario Balmaceda – Yanara Aedo, Yessenia López (85. Yenny Acuña), Karen Araya – Daniela Zamora, María José Urrutia Cheftrainer: José Letelier | Kailen Sheridan – Ashley Lawrence, Shelina Zadorsky, Kadeisha Buchanan, Jayde Riviere – Julia Grosso (61. Quinn), Desiree Scott, Jessie Fleming – Christine Sinclair – Nichelle Prince (84. Deanne Rose), Janine Beckie Cheftrainerin: Beverly Priestman ( Großbritannien) | Kanada |
| Chile                                                                | 1:2 Araya (57., Foulelfmeter) | 0:1 Beckie (38.) 0:2 Beckie (47.) | Kanada |
| Chile                                                                | D. Pardo (19.), Y. López (64.) | Scott (79.) | Kanada |
| Chile                                                                | Beckie verschießt Strafstoß (20.) | | Kanada |
| 24. Juli 2021 um 16:30 Uhr (9:30 Uhr MESZ) in Sapporo (Sapporo Dome) | | |        |
| Schiedsrichter: Esther Staubli ( Schweiz) 3                          | | |        |
| Spielbericht                                                         | | |        |

#### Japan – Großbritannien  0:1 (0:0)
| Japan                                                                 | Japan | Großbritannien | Großbritannien |
| --------------------------------------------------------------------- | --- | --- | -------------- |
| Japan                                                                 | \| 24. Juli 2021 um 19:30 Uhr (12:30 Uhr MESZ) in Sapporo (Sapporo Dome) \| \| Schiedsrichter: Anastassija Pustowoitowa ( Russland) 4 \| \| Spielbericht \| | \| 24. Juli 2021 um 19:30 Uhr (12:30 Uhr MESZ) in Sapporo (Sapporo Dome) \| \| Schiedsrichter: Anastassija Pustowoitowa ( Russland) 4 \| \| Spielbericht \| | Großbritannien |
| Japan                                                                 | Ayaka Yamashita – Risa Shimizu, Saki Kumagai , Moeka Minami, Asato Miyagawa – Yuzuho Shiokoshi (55. Yūka Momiki), Emi Nakajima (80. Mana Iwabuchi), Honoka Hayashi (67. Narumi Miura), Hina Sugita – Yui Hasegawa, Mina Tanaka (67. Jun Endō) Cheftrainer: Asako Takakura | Ellie Roebuck – Lucy Bronze, Steph Houghton , Leah Williamson, Demi Stokes − Keira Walsh, Sophie Ingle (59. Caroline Weir) – Nikita Parris (76. Rachel Daly), Kim Little (89. Jill Scott), Lauren Hemp (88. Georgia Stanway) – Ellen White Cheftrainer: Hege Riise ( Norwegen) | Großbritannien |
| Japan                                                                 | 0:1 White (74.) | | Großbritannien |
| Japan                                                                 | Hayashi (30.), Yamashita (79.) | | Großbritannien |
| 24. Juli 2021 um 19:30 Uhr (12:30 Uhr MESZ) in Sapporo (Sapporo Dome) | | |                |
| Schiedsrichter: Anastassija Pustowoitowa ( Russland) 4                | | |                |
| Spielbericht                                                          | | |                |

#### Chile – Japan 0:1 (0:0)
| Chile                                                                | Chile | Japan | Japan |
| -------------------------------------------------------------------- | --- | --- | ----- |
| Chile                                                                | \| 27. Juli 2021 um 20:00 Uhr (13:00 Uhr MESZ) in Rifu[2] (Miyagi Stadium) \| \| Schiedsrichter: Melissa Borjas ( Honduras) 5 \| | \| 27. Juli 2021 um 20:00 Uhr (13:00 Uhr MESZ) in Rifu[2] (Miyagi Stadium) \| \| Schiedsrichter: Melissa Borjas ( Honduras) 5 \| | Japan |
| Chile                                                                | Christiane Endler – Daniela Pardo (75. Francisca Mardones), Carla Guerrero, Camila Sáez – Rosario Balmaceda (46. Javiera Toro), Karen Araya, Yessenia López (83. Fernanda Pinilla), Yanara Aedo (83. Yenny Acuña) – Maria José Urrutia, Daniela Zamora (56. Javiera Grez) Cheftrainer: José Letelier | Ayaka Yamashita – Risa Shimizu, Saki Kumagai , Saori Takarada, Nanami Kitamura – Yui Hasegawa (66. Momoka Kinoshita), Narumi Miura (83. Emi Nakajima), Honoka Hayashi (54. Jun Endō), Hina Sugita – Mana Iwabuchi, Yuika Sugasawa (46. Mina Tanaka) Cheftrainer: Asako Takakura | Japan |
| Chile                                                                | 0:1 Tanaka (77.) | | Japan |
| Chile                                                                | Miura (60.), Kumagai (90.) | | Japan |
| 27. Juli 2021 um 20:00 Uhr (13:00 Uhr MESZ) in Rifu (Miyagi Stadium) | | |       |
| Schiedsrichter: Melissa Borjas ( Honduras) 5                         | | |       |

#### Kanada – Großbritannien 1:1 (0:0)
| Kanada                                                                   | Kanada | Großbritannien | Großbritannien |
| ------------------------------------------------------------------------ | --- | --- | -------------- |
| Kanada                                                                   | \| 27. Juli 2021 um 20:00 Uhr (13:00 Uhr MESZ) in Kashima (Kashima Stadium) \| \| Schiedsrichterin: Kateryna Monsul ( Ukraine) 6 \| \| Spielbericht \| | \| 27. Juli 2021 um 20:00 Uhr (13:00 Uhr MESZ) in Kashima (Kashima Stadium) \| \| Schiedsrichterin: Kateryna Monsul ( Ukraine) 6 \| \| Spielbericht \| | Großbritannien |
| Kanada                                                                   | Stephanie Labbé – Jayde Riviere, Kadeisha Buchanan , Vanessa Gilles, Ashley Lawrence (80. Gabrielle Carle) – Sophie Schmidt, Quinn (67. Julia Grosso) – Deanne Rose (46. Jordyn Huitema), Janine Beckie (46. Jessie Fleming), Adriana Leon – Évelyne Viens (54. Nichelle Prince) Cheftrainerin: Beverly Priestman ( Großbritannien) | Ellie Roebuck – Lucy Bronze, Leah Williamson, Millie Bright, Demi Stokes – Jill Scott (63. Kim Little), Sophie Ingle (77. Fran Kirby) – Rachel Daly (63. Ellen White), Caroline Weir, Georgia Stanway – Nikita Parris Cheftrainer: Hege Riise ( Norwegen) | Großbritannien |
| Kanada                                                                   | 1:0 Leon (55.) | 1:1 Prince (85., Eigentor) | Großbritannien |
| Kanada                                                                   | Riviere (24.) | | Großbritannien |
| 27. Juli 2021 um 20:00 Uhr (13:00 Uhr MESZ) in Kashima (Kashima Stadium) | | |                |
| Schiedsrichterin: Kateryna Monsul ( Ukraine) 6                           | | |                |
| Spielbericht                                                             | | |                |

### Gruppe F
| Pl. | Land        | Sp. | S | U | N | Tore    | Diff. | Punkte |
| --- | ----------- | --- | - | - | - | ------- | ----- | ------ |
| 1.  | Niederlande | 3   | 2 | 1 | 0 | 021:800 | +13   | 07     |
| 2.  | Brasilien   | 3   | 2 | 1 | 0 | 009:300 | +6    | 07     |
| 3.  | Sambia      | 3   | 0 | 1 | 2 | 007:150 | −8    | 01     |
| 4.  | China       | 3   | 0 | 1 | 2 | 006:170 | −11   | 01     |

#### China – Brasilien 0:5 (0:2)
| China                                                                | China | Brasilien | Brasilien |
| -------------------------------------------------------------------- | --- | --- | --------- |
| China                                                                | \| 1. Spieltag \| \| 21. Juli 2021 um 17:00 Uhr (10:00 Uhr MESZ) in Rifu[2] (Miyagi Stadium) \| \| Schiedsrichter: Kateryna Monsul ( Ukraine) 7 \| \| Spielbericht \|                                                 | \| 1. Spieltag \| \| 21. Juli 2021 um 17:00 Uhr (10:00 Uhr MESZ) in Rifu[2] (Miyagi Stadium) \| \| Schiedsrichter: Kateryna Monsul ( Ukraine) 7 \| \| Spielbericht \|                   | Brasilien |
| China                                                                | Peng Shimeng – Li Mengwen, Li Qingtong, Wang Xiaoxue, Luo Guiping – Wang Shuang, Yang Lina, Wang Yan (33. Wurigumula), Zhang Xin (84. Xiao Yuyi) – Wang Shanshan , Miao Siwen (84. Liu Jing) Cheftrainer: Jia Xiuquan | Bárbara – Bruna Benites, Érika, Rafaelle, Tamires – Duda (59. Andressa), Formiga (72. Julia), Andressinha, Marta (83. Ludmila) – Beatriz, Debinha Cheftrainer: Pia Sundhage ( Schweden) | Brasilien |
| China                                                                | 0:1 Marta (9.) 0:2 Debinha (21.) 0:3 Marta (74.) 0:4 Andressa (80., Foulelfmeter) 0:5 Beatriz (89.) | | Brasilien |
| 1. Spieltag                                                          | | |           |
| 21. Juli 2021 um 17:00 Uhr (10:00 Uhr MESZ) in Rifu (Miyagi Stadium) | | |           |
| Schiedsrichter: Kateryna Monsul ( Ukraine) 7                         | | |           |
| Spielbericht                                                         | | |           |

#### Sambia – Niederlande 3:10 (1:6)
| Sambia                                                               | Sambia | Niederlande | Niederlande |
| -------------------------------------------------------------------- | --- | --- | ----------- |
| Sambia                                                               | \| 1. Spieltag \| \| 21. Juli 2021 um 20:00 Uhr (13:00 Uhr MESZ) in Rifu[2] (Miyagi Stadium) \| \| Schiedsrichter: Laura Fortunato ( Argentinien) 8 \| \| Spielbericht \|                                                                                        | \| 1. Spieltag \| \| 21. Juli 2021 um 20:00 Uhr (13:00 Uhr MESZ) in Rifu[2] (Miyagi Stadium) \| \| Schiedsrichter: Laura Fortunato ( Argentinien) 8 \| \| Spielbericht \| | Niederlande |
| Sambia                                                               | Hazel Nali – Margaret Belemu (87. Esther Mukwasa), Anita Mulenga (72. Agness Musase), Lushomo Mweemba, Esther Siamfuko – Ireen Lungu, Mary Wilombe – Avell Chitundu, Grace Chanda, Barbra Banda – Hellen Mubanga (79. Ochumba Lubandji) Cheftrainer: Bruce Mwape | Sari van Veenendaal – Dominique Janssen, Stefanie van der Gragt (60. Lynn Wilms), Aniek Nouwen (85. Kika van Es), Merel van Dongen – Daniëlle van de Donk (72. Victoria Pelova), Jackie Groenen, Jill Roord – Shanice van de Sanden (72. Renate Jansen), Vivianne Miedema (60. Lineth Beerensteyn), Lieke Martens Cheftrainer: Sarina Wiegman | Niederlande |
| Sambia                                                               | 1:3 Banda (19.) 2:10 Banda (82.) 3:10 Banda (83.) | 0:1 Miedema (9.) 0:2 Martens (14.) 0:3 Miedema (15.) 1:4 Miedema (29.) 1:5 Martens (38.) 1:6 van de Sanden (44.) 1:7 Miedema (59.) 1:8 Roord (64.) 1:9 Beerensteyn (75.) 1:10 Pelova (80.) | Niederlande |
| Sambia                                                               | Siamfuko (66.) | van Es (90.) | Niederlande |
| 1. Spieltag                                                          | | |             |
| 21. Juli 2021 um 20:00 Uhr (13:00 Uhr MESZ) in Rifu (Miyagi Stadium) | | |             |
| Schiedsrichter: Laura Fortunato ( Argentinien) 8                     | | |             |
| Spielbericht                                                         | | |             |

#### China – Sambia 4:4 (3:2)
| China                                                                | China | Sambia | Sambia |
| -------------------------------------------------------------------- | --- | --- | ------ |
| China                                                                | \| 24. Juli 2021 um 17:00 Uhr (10:00 Uhr MESZ) in Rifu[2] (Miyagi Stadium) \| \| Schiedsrichter: Melissa Borjas ( Honduras) 9 \| \| Spielbericht \|                                                                   | \| 24. Juli 2021 um 17:00 Uhr (10:00 Uhr MESZ) in Rifu[2] (Miyagi Stadium) \| \| Schiedsrichter: Melissa Borjas ( Honduras) 9 \| \| Spielbericht \| | Sambia |
| China                                                                | Peng Shimeng – Li Mengwen, Li Qingtong, Wang Xiaoxue, Luo Guiping – Wang Shuang, Yang Lina, Miao Siwen (65. Liu Jing), Zhang Xin (65. Xiao Yuyi) – Wang Shanshan , Yang Man (34. Wurigumula) Cheftrainer: Jia Xiuquan | Hazel Nali – Esther Siamfuko (62. Margaret Belemu), Agness Musase, Lushomo Mweemba, Mary Wilombe (38. Martha Tembo) – Ireen Lungu, Grace Chanda – Avell Chitundu, Ochumba Lubandji (77. Hellen Mubanga), Racheal Kundananji – Barbra Banda Cheftrainer: Bruce Mwape | Sambia |
| China                                                                | 1:0 Wang Shuang (6.) 2:1 Wang Shuang (22.) 3:1 Wang Shuang (23.) 4:4 Wang Shuang (84., Handelfmeter) | 1:1 Racheal Kundananji (15.) 3:2 Banda (43., Foulelfmeter) 3:3 Banda (46.) 3:4 Banda (69.) | Sambia |
| China                                                                | Mweemba (83.) | | Sambia |
| China                                                                | Li Qingtong (86.) | | Sambia |
| 24. Juli 2021 um 17:00 Uhr (10:00 Uhr MESZ) in Rifu (Miyagi Stadium) | | |        |
| Schiedsrichter: Melissa Borjas ( Honduras) 9                         | | |        |
| Spielbericht                                                         | | |        |

#### Niederlande – Brasilien 3:3 (1:1)
| Niederlande                                                          | Niederlande | Brasilien | Brasilien |
| -------------------------------------------------------------------- | --- | --- | --------- |
| Niederlande                                                          | \| 24. Juli 2021 um 20:00 Uhr (13:00 Uhr MESZ) in Rifu[2] (Miyagi Stadium) \| \| Schiedsrichter: Kate Jacewicz ( Australien) 10 \| \| Spielbericht \| | \| 24. Juli 2021 um 20:00 Uhr (13:00 Uhr MESZ) in Rifu[2] (Miyagi Stadium) \| \| Schiedsrichter: Kate Jacewicz ( Australien) 10 \| \| Spielbericht \|                                                  | Brasilien |
| Niederlande                                                          | Sari van Veenendaal – Lynn Wilms, Stefanie van der Gragt, Aniek Nouwen, Dominique Janssen – Jill Roord, Jackie Groenen – Shanice van de Sanden (67. Lineth Beerensteyn), Daniëlle van de Donk, Lieke Martens – Vivianne Miedema (89. Victoria Pelova) Cheftrainer: Sarina Wiegman | Bárbara – Bruna Benites, Érika, Rafaelle, Tamires – Duda (46. Andressa), Andressinha, Formiga (46. Angelina), Marta (75. Geyse) – Debinha, Beatriz (46. Ludmila) Cheftrainer: Pia Sundhage ( Schweden) | Brasilien |
| Niederlande                                                          | 1:0 Miedema (3.) 2:1 Miedema (59.) 3:3 D. Janssen (79.) | 1:1 Debinha (16.) 2:2 Marta (65., Foulelfmeter) 2:3 Ludmila (69.) | Brasilien |
| Niederlande                                                          | van der Gragt (64.), Roord (72.) | | Brasilien |
| 24. Juli 2021 um 20:00 Uhr (13:00 Uhr MESZ) in Rifu (Miyagi Stadium) | | |           |
| Schiedsrichter: Kate Jacewicz ( Australien) 10                       | | |           |
| Spielbericht                                                         | | |           |

#### Niederlande – China 8:2 (3:1)
| Niederlande                                                                              | Niederlande | China | China |
| ---------------------------------------------------------------------------------------- | --- | --- | ----- |
| Niederlande                                                                              | \| 27. Juli 2021 um 20:30 Uhr (13:30 Uhr MESZ) in Yokohama (International Stadium Yokohama) \| \| Schiedsrichter: Salima Mukansanga ( Ruanda) 11 \| | \| 27. Juli 2021 um 20:30 Uhr (13:30 Uhr MESZ) in Yokohama (International Stadium Yokohama) \| \| Schiedsrichter: Salima Mukansanga ( Ruanda) 11 \|                                                                  | China |
| Niederlande                                                                              | Sari van Veenendaal – Lynn Wilms (46. Kika van Es), Dominique Janssen, Aniek Nouwen (73. Anouk Dekker), Merel van Dongen – Jill Roord (46. Victoria Pelova), Jackie Groenen, Daniëlle van de Donk – Shanice van de Sanden (46. Renate Jansen), Lineth Beerensteyn, Lieke Martens Cheftrainer: Sarina Wiegman | Peng Shimeng – Li Mengwen, Lin Yuping, Wang Xiaxoue, Luo Guiping (27. Wang Ying) – Wang Shuang, Yang Lina, Wang Yan (59. Liu Jing), Zhang Xin – Wang Shanshan , Xiao Yuyi (59. Wang Yanwen) Cheftrainer: Jia Xiuquan | China |
| Niederlande                                                                              | 1:0 van de Sanden (12.) 2:1 Beerensteyn (37.) 3:1 Beerensteyn (45.+2') 4:1 Martens (47.) 5:1 Miedema (65.) 6:2 Martens (70.) 7:2 Pelova (72.) 8:2 Miedema (76.) | 1:1 Shanshan (28.) 5:2 Yanwen (69.) | China |
| Niederlande                                                                              | Yuping (30.), Yan (44.), Ying (82.) | | China |
| 27. Juli 2021 um 20:30 Uhr (13:30 Uhr MESZ) in Yokohama (International Stadium Yokohama) | | |       |
| Schiedsrichter: Salima Mukansanga ( Ruanda) 11                                           | | |       |

#### Brasilien – Sambia 1:0 (1:0)
| Brasilien                                                                | Brasilien | Sambia | Sambia |
| ------------------------------------------------------------------------ | --- | --- | ------ |
| Brasilien                                                                | \| 27. Juli 2021 um 20:30 Uhr (13:30 Uhr MESZ) in Saitama (Saitama Stadium) \| \| Schiedsrichter: Yoshimi Yamashita ( Japan) 12 \| | \| 27. Juli 2021 um 20:30 Uhr (13:30 Uhr MESZ) in Saitama (Saitama Stadium) \| \| Schiedsrichter: Yoshimi Yamashita ( Japan) 12 \| | Sambia |
| Brasilien                                                                | Barbara – Letícia Santos, Poliana (65. Bruna Benites), Rafaelle, Jucinara – Andressa (90. Debinha), Formiga (46. Julia), Angelina, Marta (46. Duda) – Beatriz (28. Giovana), Ludmila (65. Geyse) Cheftrainer: Pia Sundhage ( Schweden) | Hazel Nali (16. Ngambo Musole) – Margaret Belemu, Agness Musase, Lushomo Mweemba, Martha Tembo – Grace Chanda, Ireen Lungu – Avell Chitundu (18. Vast Phiri), Barbra Banda , Racheal Kundananji (90.+3' Evarine Katongo) – Ochumba Lubandji Cheftrainer: Bruce Mwape | Sambia |
| Brasilien                                                                | 1:0 Andressa (19.) | | Sambia |
| Brasilien                                                                | Angelina (78.) | Phiri (45.+8') | Sambia |
| Brasilien                                                                | Mweemba (13.) | | Sambia |
| Brasilien                                                                | 100. Länderspiel von Andressa Alves | | Sambia |
| 27. Juli 2021 um 20:30 Uhr (13:30 Uhr MESZ) in Saitama (Saitama Stadium) | | |        |
| Schiedsrichter: Yoshimi Yamashita ( Japan) 12                            | | |        |

### Gruppe G
| Pl. | Land               | Sp. | S | U | N | Tore    | Diff. | Punkte |
| --- | ------------------ | --- | - | - | - | ------- | ----- | ------ |
| 1.  | Schweden           | 3   | 3 | 0 | 0 | 009:200 | +7    | 09     |
| 2.  | Vereinigte Staaten | 3   | 1 | 1 | 1 | 006:400 | +2    | 04     |
| 3.  | Australien         | 3   | 1 | 1 | 1 | 004:500 | −1    | 04     |
| 4.  | Neuseeland         | 3   | 0 | 0 | 3 | 002:100 | −8    | 0      |

#### Schweden – Vereinigte Staaten 3:0 (1:0)
| Schweden                                                             | Schweden | Vereinigte Staaten | Vereinigte Staaten |
| -------------------------------------------------------------------- | --- | --- | ------------------ |
| Schweden                                                             | \| 21. Juli 2021 um 17:30 Uhr (10:30 Uhr MESZ) in Chōfu[3] (Tokyo Stadium) \| \| Schiedsrichter: Yoshimi Yamashita ( Japan) 13 \| \| Spielbericht \| | \| 21. Juli 2021 um 17:30 Uhr (10:30 Uhr MESZ) in Chōfu[3] (Tokyo Stadium) \| \| Schiedsrichter: Yoshimi Yamashita ( Japan) 13 \| \| Spielbericht \| | Vereinigte Staaten |
| Schweden                                                             | Hedvig Lindahl – Hanna Glas, Amanda Ilestedt, Nathalie Björn, Jonna Andersson (88. Julia Roddar) – Filippa Angeldal (75. Hanna Bennison), Caroline Seger – Sofia Jakobsson (75. Madelen Janogy), Kosovare Asllani, Fridolina Rolfö (63. Olivia Schough) – Stina Blackstenius (64. Lina Hurtig) Cheftrainer: Peter Gerhardsson | Alyssa Naeher – Kelley O’Hara, Abby Dahlkemper, Becky Sauerbrunn , Crystal Dunn (80. Tierna Davidson) – Rose Lavelle (80. Kristie Mewis), Lindsey Horan, Samantha Mewis (46. Julie Ertz) – Tobin Heath (64. Megan Rapinoe), Alex Morgan (46. Carli Lloyd), Christen Press Cheftrainer: Vlatko Andonovski | Vereinigte Staaten |
| Schweden                                                             | 1:0 Blackstenius (25.) 2:0 Blackstenius (54.) 3:0 Hurtig (72.) | | Vereinigte Staaten |
| 21. Juli 2021 um 17:30 Uhr (10:30 Uhr MESZ) in Chōfu (Tokyo Stadium) | | |                    |
| Schiedsrichter: Yoshimi Yamashita ( Japan) 13                        | | |                    |
| Spielbericht                                                         | | |                    |

#### Australien – Neuseeland 2:1 (2:0)
| Australien                                                           | Australien | Neuseeland | Neuseeland |
| -------------------------------------------------------------------- | --- | --- | ---------- |
| Australien                                                           | \| 21. Juli 2021 um 20:30 Uhr (13:30 Uhr MESZ) in Chōfu[3] (Tokyo Stadium) \| \| Schiedsrichter: Lucila Venegas ( Mexiko) 14 \| \| Spielbericht \| | \| 21. Juli 2021 um 20:30 Uhr (13:30 Uhr MESZ) in Chōfu[3] (Tokyo Stadium) \| \| Schiedsrichter: Lucila Venegas ( Mexiko) 14 \| \| Spielbericht \| | Neuseeland |
| Australien                                                           | Lydia Williams – Ellie Carpenter, Clare Polkinghorne, Stephanie Catley – Hayley Raso (83. Alanna Kennedy), Emily van Egmond, Aivi Luik, Tameka Yallop (75. Kyra Cooney-Cross) – Kyah Simon (75. Mary Fowler), Sam Kerr, Caitlin Foord (90.+1 Emily Gielnik) Cheftrainer: Tony Gustavsson ( Schweden) | Erin Nayler – Anna Green (69. Paige Satchell), Abby Erceg, Meikayla Moore – Catherine Bott (89. Gabi Rennie), Katie Bowen, Ria Percival, Ali Riley – Betsy Hassett, Hannah Wilkinson, Olivia Chance (68. Daisy Cleverley) Cheftrainer: Tom Sermanni ( Schottland) | Neuseeland |
| Australien                                                           | 1:0 Yallop (20.) 2:0 Kerr (33.) | 2:1 Rennie (90.+1') | Neuseeland |
| Australien                                                           | Bott (72.), Bowen (81.) | | Neuseeland |
| 21. Juli 2021 um 20:30 Uhr (13:30 Uhr MESZ) in Chōfu (Tokyo Stadium) | | |            |
| Schiedsrichter: Lucila Venegas ( Mexiko) 14                          | | |            |
| Spielbericht                                                         | | |            |

#### Schweden – Australien 4:2 (1:1)
| Schweden                                                                 | Schweden | Australien | Australien |
| ------------------------------------------------------------------------ | --- | --- | ---------- |
| Schweden                                                                 | \| 24. Juli 2021 um 17:30 Uhr (10:30 Uhr MESZ) in Saitama (Saitama Stadium) \| \| Schiedsrichter: Edina Alves Batista ( Brasilien) 15 \| \| Spielbericht \| | \| 24. Juli 2021 um 17:30 Uhr (10:30 Uhr MESZ) in Saitama (Saitama Stadium) \| \| Schiedsrichter: Edina Alves Batista ( Brasilien) 15 \| \| Spielbericht \| | Australien |
| Schweden                                                                 | Hedvig Lindahl – Hanna Glas, Amanda Ilestedt, Magdalena Eriksson (45. Nathalie Björn), Jonna Andersson – Filippa Angeldal (79. Hanna Bennison), Caroline Seger – Sofia Jakobsson (79. Olivia Schough), Kosovare Asllani, Fridolina Rolfö (86. Madelen Janogy) – Lina Hurtig (59. Stina Blackstenius) Cheftrainer: Peter Gerhardsson | Teagan Micah – Ellie Carpenter, Clare Polkinghorne, Aivi Luik (64. Alanna Kennedy) – Hayley Raso (80. Mary Fowler), Emily van Egmond, Stephanie Catley, Tameka Yallop (64. Kyra Cooney-Cross) – Kyah Simon (86. Emily Gielnik), Sam Kerr, Caitlin Foord Cheftrainer: Tony Gustavsson ( Schweden) | Australien |
| Schweden                                                                 | 1:0 Rolfö (20.) 2:2 Hurtig (52.) 3:2 Rolfö (63.) 4:2 Blackstenius (82.) | 1:1 Kerr (36.) 1:2 Kerr (48.) | Australien |
| Schweden                                                                 | Lindahl hält Foulelfmeter von Kerr (69.) | | Australien |
| 24. Juli 2021 um 17:30 Uhr (10:30 Uhr MESZ) in Saitama (Saitama Stadium) | | |            |
| Schiedsrichter: Edina Alves Batista ( Brasilien) 15                      | | |            |
| Spielbericht                                                             | | |            |

#### Neuseeland – Vereinigte Staaten 1:6 (0:2)
| Neuseeland                                                           | Neuseeland | Vereinigte Staaten | Vereinigte Staaten |
| -------------------------------------------------------------------- | --- | --- | ------------------ |
| Neuseeland                                                           | \| 24. Juli 2021 um 20:30 Uhr (13:30 MESZ) in Saitama (Saitama Stadium) \| \| Schiedsrichter: Stéphanie Frappart ( Frankreich) 16 \| \| Spielbericht \| | \| 24. Juli 2021 um 20:30 Uhr (13:30 MESZ) in Saitama (Saitama Stadium) \| \| Schiedsrichter: Stéphanie Frappart ( Frankreich) 16 \| \| Spielbericht \| | Vereinigte Staaten |
| Neuseeland                                                           | Anna Leat • Ali Riley, Abby Erceg, Meikayla Moore, Catherine Bott • Ria Percival, Daisy Cleverley (80. Gabi Rennie) • Olivia Chance (65. Paige Satchell), Katie Bowen, Betsy Hassett (87. Annalie Longo) • Hannah Wilkinson Cheftrainer: Tom Sermanni ( Schottland) | Alyssa Naeher • Crystal Dunn (84. Casey Krueger), Tierna Davidson, Abby Dahlkemper, Emily Sonnett • Lindsey Horan (84. Catarina Macário), Julie Ertz, Rose Lavelle (68. Samantha Mewis) • Megan Rapinoe (68. Christen Press), Carli Lloyd (74. Alex Morgan), Tobin Heath Cheftrainer: Vlatko Andonovski | Vereinigte Staaten |
| Neuseeland                                                           | 1:3 Hassett (72.) | 0:1 Lavelle (9.) 0:2 Horan (45.) 1:3 Erceg (63.) 1:4 Press (80.) 1:5 Morgan (88.) 1:6 Bott (90.+3') | Vereinigte Staaten |
| Neuseeland                                                           | 100. Länderspiel von Lindsey Horan | | Vereinigte Staaten |
| 24. Juli 2021 um 20:30 Uhr (13:30 MESZ) in Saitama (Saitama Stadium) | | |                    |
| Schiedsrichter: Stéphanie Frappart ( Frankreich) 16                  | | |                    |
| Spielbericht                                                         | | |                    |

#### Vereinigte Staaten – Australien 0:0
| Vereinigte Staaten                                                       | Vereinigte Staaten | Australien | Australien |
| ------------------------------------------------------------------------ | --- | --- | ---------- |
| Vereinigte Staaten                                                       | \| 27. Juli 2021 um 17:00 Uhr (10:00 Uhr MESZ) in Kashima (Kashima Stadium) \| \| Schiedsrichter: Anastassija Pustowoitowa ( Russland) 17 \| | \| 27. Juli 2021 um 17:00 Uhr (10:00 Uhr MESZ) in Kashima (Kashima Stadium) \| \| Schiedsrichter: Anastassija Pustowoitowa ( Russland) 17 \| | Australien |
| Vereinigte Staaten                                                       | Alyssa Naeher – Kelley O’Hara, Becky Sauerbrunn , Tierna Davidson, Crystal Dunn – Rose Lavelle (87. Kristie Mewis), Julie Ertz, Samantha Mewis (65. Lindsey Horan) – Christen Press (74. Lynn Williams), Alex Morgan (74. Carli Lloyd), Megan Rapinoe (65. Tobin Heath) Cheftrainer: Vlatko Andonovski | Teagan Micah – Ellie Carpenter, Alanna Kennedy, Clare Polkinghorne – Kyah Simon (84. Emily Gielnik), Emily van Egmond, Tameka Yallop, Stephanie Catley – Mary Fowler, Sam Kerr , Chloe Logarzo (61. Kyra Cooney-Cross) Cheftrainer: Tony Gustavsson ( Schweden) | Australien |
| Vereinigte Staaten                                                       | Rapinoe (38.), Lavelle (72.) | Cooney-Cross (69.) | Australien |
| 27. Juli 2021 um 17:00 Uhr (10:00 Uhr MESZ) in Kashima (Kashima Stadium) | | |            |
| Schiedsrichter: Anastassija Pustowoitowa ( Russland) 17                  | | |            |

#### Neuseeland – Schweden 0:2 (0:2)
| Neuseeland                                                       | Neuseeland | Schweden | Schweden |
| ---------------------------------------------------------------- | --- | --- | -------- |
| Neuseeland                                                       | \| 27. Juli 2021 um 17:00 Uhr (10:00 MESZ) in Rifu[2] (Miyagi Stadium) \| \| Schiedsrichter: Laura Fortunato ( Argentinien) 18 \| \| Spielbericht \| | \| 27. Juli 2021 um 17:00 Uhr (10:00 MESZ) in Rifu[2] (Miyagi Stadium) \| \| Schiedsrichter: Laura Fortunato ( Argentinien) 18 \| \| Spielbericht \| | Schweden |
| Neuseeland                                                       | Erin Nayler – Catherine Bott, Meikayla Moore, Abby Erceg, Ali Riley – Daisy Cleverley (88. Claudia Bunge), Ria Percival – Betsy Hassett, Katie Bowen, Emma Rolston (60. Paige Satchell) – Hannah Wilkinson (85. Gabi Rennie) Cheftrainer: Tom Sermanni ( Schottland) | Jennifer Falk – Julia Roddar, Emma Kullberg, Magdalena Eriksson (46. Amanda Ilestedt), Jonna Andersson (46. Nathalie Björn) – Madelen Janogy, Filippa Angeldal (72. Caroline Seger), Hanna Bennison, Olivia Schough (64. Lina Hurtig) – Anna Anvegård (85. Kosovare Asllani), Rebecka Blomqvist Cheftrainer: Peter Gerhardsson | Schweden |
| Neuseeland                                                       | 0:1 Anvegård (17.) 0:2 Janogy (30.) | | Schweden |
| Neuseeland                                                       | Percival (67.) | | Schweden |
| Neuseeland                                                       | 100. Länderspiel von Hannah Wilkinson | | Schweden |
| 27. Juli 2021 um 17:00 Uhr (10:00 MESZ) in Rifu (Miyagi Stadium) | | |          |
| Schiedsrichter: Laura Fortunato ( Argentinien) 18                | | |          |
| Spielbericht                                                     | | |          |

## Viertelfinale

### Kanada – Brasilien 0:0 n.V., 4:3 i.E.
| Kanada                                                               | Kanada | Brasilien | Brasilien |
| -------------------------------------------------------------------- | --- | --- | --------- |
| Kanada                                                               | \| 30. Juli 2021 um 17:00 Uhr (10:00 Uhr MESZ) in Rifu[2] (Miyagi Stadium) \| \| Schiedsrichterin: Stéphanie Frappart ( Frankreich) 19 \| | \| 30. Juli 2021 um 17:00 Uhr (10:00 Uhr MESZ) in Rifu[2] (Miyagi Stadium) \| \| Schiedsrichterin: Stéphanie Frappart ( Frankreich) 19 \|                                                                  | Brasilien |
| Kanada                                                               | Stephanie Labbé – Ashley Lawrence, Vanessa Gilles, Kadeisha Buchanan, Allysha Chapman (109. Jayde Riviere) – Desiree Scott, Jessie Fleming, Quinn (63. Julia Grosso), Christine Sinclair – Janine Beckie (105.+2' Adriana Leon), Nichelle Prince (63. Deanne Rose, 114. Jordyn Huitema) Cheftrainerin: Beverly Priestman ( Großbritannien) | Barbara – Bruna Beatriz Benites Soares, Érika, Rafaelle, Tamires – Duda (102. Andressa), Formiga (73. Angelina), Andressinha, Marta – Beatriz (59. Ludmila), Debinha Cheftrainer: Pia Sundhage ( Schweden) | Brasilien |
| Kanada                                                               | Elfmeterschießen | | Brasilien |
| Kanada                                                               | Barbara hält gegen Sinclair 1:1 Fleming 2:2 Lawrence 3:3 Leon 4:3 Gilles | 0:1 Marta 1:2 Debinha 2:3 Erika Labbé hält gegen Andressa Labbé hält gegen Rafaelle | Brasilien |
| Kanada                                                               | Lawrence (90.+2'), Riviere (115.) | Duda (58.), Ludmila (101.) | Brasilien |
| 30. Juli 2021 um 17:00 Uhr (10:00 Uhr MESZ) in Rifu (Miyagi Stadium) | | |           |
| Schiedsrichterin: Stéphanie Frappart ( Frankreich) 19                | | |           |

### Großbritannien – Australien 3:4 n.V. (2:2, 0:1)
| Großbritannien                                                           | Großbritannien | Australien | Australien |
| ------------------------------------------------------------------------ | --- | --- | ---------- |
| Großbritannien                                                           | \| 30. Juli 2021 um 18:00 Uhr (11:00 Uhr MESZ) in Kashima (Kashima Stadium) \| \| Schiedsrichter: Salima Mukansanga ( Ruanda) 20 \| \| Spielbericht \| | \| 30. Juli 2021 um 18:00 Uhr (11:00 Uhr MESZ) in Kashima (Kashima Stadium) \| \| Schiedsrichter: Salima Mukansanga ( Ruanda) 20 \| \| Spielbericht \| | Australien |
| Großbritannien                                                           | Ellie Roebuck – Lucy Bronze (112. Georgia Stanway), Steph Houghton , Leah Williamson, Demi Stokes (58. Millie Bright) – Keira Walsh (98. Sophie Ingle), Caroline Weir – Rachel Daly (58. Fran Kirby), Kim Little (80. Jill Scott), Lauren Hemp (96. Nikita Parris) – Ellen White Cheftrainer: Hege Riise ( Norwegen) | Teagan Micah – Ellie Carpenter, Alanna Kennedy, Aivi Luik (80. Emily Gielnik) – Hayley Raso (88. Chloe Logarzo), Emily van Egmond, Tameka Yallop, Steph Catley – Kyah Simon (80. Mary Fowler), Sam Kerr , Caitlin Foord (80. Kyra Cooney-Cross, 108. Clare Polkinghorne) Cheftrainer: Tony Gustavsson ( Schweden) | Australien |
| Großbritannien                                                           | 1:1 White (57.) 2:1 White (66.) 3:4 White (115.) | 0:1 Kennedy (35.) 2:2 Kerr (89.) 2:3 Fowler (103.) 2:4 Kerr (106.) | Australien |
| Großbritannien                                                           | Bronze (44.), Stanway (120.+1') | Kerr (26.), Simon (69.) | Australien |
| Großbritannien                                                           | Micah hält Foulelfmeter von Weir (101.) | | Australien |
| 30. Juli 2021 um 18:00 Uhr (11:00 Uhr MESZ) in Kashima (Kashima Stadium) | | |            |
| Schiedsrichter: Salima Mukansanga ( Ruanda) 20                           | | |            |
| Spielbericht                                                             | | |            |

### Schweden – Japan 3:1 (1:1)
| Schweden                                                                 | Schweden | Japan | Japan |
| ------------------------------------------------------------------------ | --- | --- | ----- |
| Schweden                                                                 | \| 30. Juli 2021 um 19:00 Uhr (12:00 Uhr MESZ) in Saitama (Saitama Stadium) \| \| Schiedsrichter: Lucila Venegas ( Mexiko) 21 \| | \| 30. Juli 2021 um 19:00 Uhr (12:00 Uhr MESZ) in Saitama (Saitama Stadium) \| \| Schiedsrichter: Lucila Venegas ( Mexiko) 21 \| | Japan |
| Schweden                                                                 | Hedvig Lindahl – Hanna Glas, Amanda Ilestedt, Nathalie Björn, Magdalena Eriksson – Filippa Angeldal (62. Hanna Bennison), Caroline Seger – Sofia Jakobsson (90. Madelen Janogy), Kosovare Asllani (90. Jonna Andersson), Fridolina Rolfö (75. Olivia Schough) – Stina Blackstenius (75. Lina Hurtig) Cheftrainer: Peter Gerhardsson | Ayaka Yamashita – Risa Shimizu, Saki Kumagai , Moeka Minami, Asato Miyagawa – Yui Hasegawa (82. Nanami Kitamura), Emi Nakajima (86. Honoka Hayashi), Narumi Miura (72. Jun Endō), Hina Sugita – Mana Iwabuchi, Mina Tanaka Cheftrainer: Asako Takakura | Japan |
| Schweden                                                                 | 1:0 Eriksson (7.) 2:1 Blackstenius (53.) 3:1 Asllani (68., Handelfmeter) | 1:1 Tanaka (23.) | Japan |
| Schweden                                                                 | Ilestedt (29.) | Miura (38.) | Japan |
| 30. Juli 2021 um 19:00 Uhr (12:00 Uhr MESZ) in Saitama (Saitama Stadium) | | |       |
| Schiedsrichter: Lucila Venegas ( Mexiko) 21                              | | |       |

### Niederlande – Vereinigte Staaten 2:2 n.V., 2:4 i.E.
| Niederlande                                                                              | Niederlande | Vereinigte Staaten | Vereinigte Staaten |
| ---------------------------------------------------------------------------------------- | --- | --- | ------------------ |
| Niederlande                                                                              | \| 30. Juli 2021 um 20:00 Uhr (13:00 Uhr MESZ) in Yokohama (International Stadium Yokohama) \| \| Schiedsrichter: Kate Jacewicz ( Australien) 22 \| \| Spielbericht \| | \| 30. Juli 2021 um 20:00 Uhr (13:00 Uhr MESZ) in Yokohama (International Stadium Yokohama) \| \| Schiedsrichter: Kate Jacewicz ( Australien) 22 \| \| Spielbericht \| | Vereinigte Staaten |
| Niederlande                                                                              | Sari van Veenendaal – Lynn Wilms, Stefanie van der Gragt, Aniek Nouwen, Dominique Janssen – Jill Roord (97. Victoria Pelova), Jackie Groenen, Shanice van de Sanden (63. Lineth Beerensteyn), Daniëlle van de Donk, Lieke Martens – Vivianne Miedema Cheftrainer: Sarina Wiegman | Alyssa Naeher – Kelley O’Hara, Abby Dahlkemper, Becky Sauerbrunn, Crystal Dunn – Lindsey Horan, Julie Ertz, Samantha Mewis (58. Rose Lavelle) – Lynn Williams (58. Christen Press), Carli Lloyd (58. Alex Morgan), Tobin Heath (64. Megan Rapinoe) Cheftrainer: Vlatko Andonovski | Vereinigte Staaten |
| Niederlande                                                                              | 1:0 Miedema (18.) 2:2 Miedema (54.) | 1:1 Mewis (28.) 1:2 Williams (31.) | Vereinigte Staaten |
| Niederlande                                                                              | Elfmeterschießen | | Vereinigte Staaten |
| Niederlande                                                                              | Naeher hält Elfmeter von Miedema 1:1 Janssen 2:2 van der Gragt Naeher hält Elfmeter von Nouwen | 0:1 Lavelle 1:2 Morgan 2:3 Press 2:4 Rapinoe | Vereinigte Staaten |
| Niederlande                                                                              | van de Donk (90+4.) | Horan (77.), O’Hara (115.) | Vereinigte Staaten |
| Niederlande                                                                              | Naeher hält Strafstoß von Martens (81.) 100. Länderspiel von Vivianne Miedema | | Vereinigte Staaten |
| 30. Juli 2021 um 20:00 Uhr (13:00 Uhr MESZ) in Yokohama (International Stadium Yokohama) | | |                    |
| Schiedsrichter: Kate Jacewicz ( Australien) 22                                           | | |                    |
| Spielbericht                                                                             | | |                    |

## Halbfinale

### Vereinigte Staaten – Kanada 0:1 (0:0)
| Vereinigte Staaten                                                        | Vereinigte Staaten | Kanada | Kanada |
| ------------------------------------------------------------------------- | --- | --- | ------ |
| Vereinigte Staaten                                                        | \| 2. August 2021 um 17:00 Uhr (10:00 Uhr MESZ) in Kashima (Kashima Stadium) \| \| Schiedsrichterin: Kateryna Monsul ( Ukraine) 23 \| \| Spielbericht \| | \| 2. August 2021 um 17:00 Uhr (10:00 Uhr MESZ) in Kashima (Kashima Stadium) \| \| Schiedsrichterin: Kateryna Monsul ( Ukraine) 23 \| \| Spielbericht \| | Kanada |
| Vereinigte Staaten                                                        | Alyssa Naeher (30. Adrianna Franch) – Kelley O’Hara (80. Samantha Mewis), Becky Sauerbrunn , Tierna Davidson, Crystal Dunn – Julie Ertz, Rose Lavelle, Lindsey Horan – Lynn Williams (60. Christen Press), Alex Morgan (60. Carli Lloyd), Tobin Heath (60. Megan Rapinoe) Cheftrainer: Vlatko Andonovski | Stephanie Labbé – Ashley Lawrence, Vanessa Gilles, Kadeisha Buchanan, Allysha Chapman – Desiree Scott, Jessie Fleming, Quinn (60. Julia Grosso), Christine Sinclair (87. Jordyn Huitema) – Janine Beckie, Nichelle Prince (60. Deanne Rose, 90. Adriana Leon) Cheftrainerin: Beverly Priestman ( Großbritannien) | Kanada |
| Vereinigte Staaten                                                        | 0:1 Fleming (74., Foulelfmeter) | | Kanada |
| Vereinigte Staaten                                                        | O’Hara (32.) | | Kanada |
| Vereinigte Staaten                                                        | 100. Länderspiel von Ashley Lawrence | | Kanada |
| 2. August 2021 um 17:00 Uhr (10:00 Uhr MESZ) in Kashima (Kashima Stadium) | | |        |
| Schiedsrichterin: Kateryna Monsul ( Ukraine) 23                           | | |        |
| Spielbericht                                                              | | |        |

### Australien – Schweden 0:1 (0:0)
| Australien                                                                                | Australien | Schweden | Schweden |
| ----------------------------------------------------------------------------------------- | --- | --- | -------- |
| Australien                                                                                | \| 2. August 2021 um 20:00 Uhr (13:00 Uhr MESZ) in Yokohama (International Stadium Yokohama) \| \| Schiedsrichter: Melissa Borjas ( Honduras) 24 \| \| Spielbericht \| | \| 2. August 2021 um 20:00 Uhr (13:00 Uhr MESZ) in Yokohama (International Stadium Yokohama) \| \| Schiedsrichter: Melissa Borjas ( Honduras) 24 \| \| Spielbericht \| | Schweden |
| Australien                                                                                | Teagan Micah – Ellie Carpenter, Alanna Kennedy, Steph Catley – Hayley Raso (84. Emily Gielnik), Emily van Egmond, Chloe Logarzo (69. Kyra Cooney-Cross), Tameka Yallop (69. Clare Polkinghorne) – Kyah Simon (69. Mary Fowler), Sam Kerr , Caitlin Foord (90.+1' Laura Brock) Cheftrainer: Tony Gustavsson ( Schweden) | Hedvig Lindahl – Hanna Glas, Amanda Ilestedt, Nathalie Björn, Magdalena Eriksson – Filippa Angeldal (73. Hanna Bennison), Caroline Seger – Sofia Jakobsson (90.+1' Jonna Andersson), Kosovare Asllani, Fridolina Rolfö – Stina Blackstenius (90.+4' Lina Hurtig) Cheftrainer: Peter Gerhardsson | Schweden |
| Australien                                                                                | 0:1 Rolfö (46.) | | Schweden |
| Australien                                                                                | Carpenter (90.+6') | | Schweden |
| Australien                                                                                | 100. Länderspiel von Kyah Simon | | Schweden |
| 2. August 2021 um 20:00 Uhr (13:00 Uhr MESZ) in Yokohama (International Stadium Yokohama) | | |          |
| Schiedsrichter: Melissa Borjas ( Honduras) 24                                             | | |          |
| Spielbericht                                                                              | | |          |

## Spiel um Bronze

### Australien – Vereinigte Staaten 3:4 (1:3)
| Australien                                                                | Australien | Vereinigte Staaten | Vereinigte Staaten |
| ------------------------------------------------------------------------- | --- | --- | ------------------ |
| Australien                                                                | \| 5. August 2021 um 17:00 Uhr (10:00 Uhr MESZ) in Kashima (Kashima Stadium) \| \| Schiedsrichterin: Laura Fortunato ( Argentinien) 25 \| \| Spielbericht \| | \| 5. August 2021 um 17:00 Uhr (10:00 Uhr MESZ) in Kashima (Kashima Stadium) \| \| Schiedsrichterin: Laura Fortunato ( Argentinien) 25 \| \| Spielbericht \| | Vereinigte Staaten |
| Australien                                                                | Teagan Micah – Alanna Kennedy, Clare Polkinghorne (73. Emily Gielnik), Steph Catley – Hayley Raso (67. Courtney Nevin), Emily van Egmond, Chloe Logarzo (67. Kyra Cooney-Cross), Tameka Yallop (87. Laura Brock) – Kyah Simon (67. Mary Fowler), Sam Kerr , Caitlin Foord Cheftrainer: Tony Gustavsson ( Schweden) | Adrianna Franch – Kelley O’Hara, Becky Sauerbrunn , Tierna Davidson, Crystal Dunn – Julie Ertz, Samantha Mewis (61. Rose Lavelle), Lindsey Horan – Christen Press (85. Emily Sonnett), Carli Lloyd (81. Alex Morgan), Megan Rapinoe (61. Tobin Heath) Cheftrainer: Vlatko Andonovski | Vereinigte Staaten |
| Australien                                                                | 1:1 Kerr (17.) 2:4 Foord (54.) 3:4 Gielnik (90.) | 0:1 Rapinoe (8.) 1:2 Rapinoe (21.) 1:3 Lloyd (45.+1') 1:4 Lloyd (51.) | Vereinigte Staaten |
| 5. August 2021 um 17:00 Uhr (10:00 Uhr MESZ) in Kashima (Kashima Stadium) | | |                    |
| Schiedsrichterin: Laura Fortunato ( Argentinien) 25                       | | |                    |
| Spielbericht                                                              | | |                    |

## Finale

### Schweden – Kanada 1:1 n.V.(1:1, 1:0), 2:3i.E.
| Schweden                                                                         | Schweden | Kanada | Kanada |
| -------------------------------------------------------------------------------- | --- | --- | ------ |
| Schweden                                                                         | \| 6. August 2021 um 21:00 Uhr (14:00 Uhr MESZ) in Yokohama (International Stadium) \| \| Schiedsrichterin: Anastassija Pustowoitowa ( Russland) 26 \| | \| 6. August 2021 um 21:00 Uhr (14:00 Uhr MESZ) in Yokohama (International Stadium) \| \| Schiedsrichterin: Anastassija Pustowoitowa ( Russland) 26 \| | Kanada |
| Schweden                                                                         | Hedvig Lindahl – Hanna Glas, Amanda Ilestedt (120. Emma Kullberg), Nathalie Björn, Magdalena Eriksson (75. Jonna Andersson) – Filippa Angeldal (75. Hanna Bennison), Caroline Seger – Sofia Jakobsson (75. Lina Hurtig), Kosovare Asllani, Fridolina Rolfö (106. Olivia Schough) – Stina Blackstenius (106. Anna Anvegård) Cheftrainer: Peter Gerhardsson | Stephanie Labbé – Ashley Lawrence, Vanessa Gilles, Kadeisha Buchanan, Allysha Chapman (93. Jayde Riviere) – Desiree Scott (120.+2' Shelina Zadorsky), Jessie Fleming, Quinn (46. Julia Grosso), Christine Sinclair (86. Jordyn Huitema) – Janine Beckie (46. Adriana Leon), Nichelle Prince (63. Deanne Rose) Cheftrainerin: Beverly Priestman ( Großbritannien) | Kanada |
| Schweden                                                                         | 1:0 Blackstenius (34.) | 1:1 Fleming (67., Foulelfmeter) | Kanada |
| Schweden                                                                         | Elfmeterschießen | | Kanada |
| Schweden                                                                         | Asllani schießt gegen den Pfosten 1:1 Björn 2:1 Schough Labbé hält gegen Anvegård Seger schießt übers Tor Labbé hält gegen Andersson | 0:1 Fleming Lindahl hält gegen Lawrence Gilles schießt gegen die Latte Lindahl hält gegen Leon 2:2 Rose 2:3 Grosso | Kanada |
| Schweden                                                                         | Asllani (105.) | Beckie (27.) | Kanada |
| 6. August 2021 um 21:00 Uhr (14:00 Uhr MESZ) in Yokohama (International Stadium) | | |        |
| Schiedsrichterin: Anastassija Pustowoitowa ( Russland) 26                        | | |        |

## Rekorde
- Im Auftaktspiel der Brasilianerinnen gegen die Chinesinnen am 21. Juli (5:0) erzielte Marta den ersten (9. Minute) und dritten (74. Minute) Treffer. Somit traf sie als erste Spielerin im Fußball überhaupt bei fünf verschiedenen Olympischen Spielen. Zuvor war dies in Rio de Janeiro 2016, London 2012, Peking 2008 und Athen 2004 der Fall.[4]
- Ebenfalls in diesem Spiel wurde Formiga als erste Frau im olympischen Fußball bei ihren siebten Olympischen Spielen eingesetzt. Dieser Rekord beinhaltet außerdem Einsatzzeiten in Sydney 2000 und Atlanta 1996.[5]
- Die Niederländerin Vivianne Miedema hat bei diesen Olympischen Spielen 10 Tore geschossen und damit mehr als jede andere Frau bei einem früheren Turnier.